# Kala (mjesec)
Kala (također Kale i Jupiter XXXVII) je prirodni satelit planeta Jupiter, iz grupe Carme. Retrogradni nepravilni satelit s oko 2 kilometra u promjeru i orbitalnim periodom od 685.324 dana.